# ヘクトール・ベラスケス
ヘクトール・ベラスケス（Héctor Velázquez、1975年3月5日 - ）は、メキシコのプロボクサー。バハカリフォルニア州ティフアナ出身。国際ボクシング協会（IBA）フェザー級王座および世界ボクシング評議会（WBC）世米大陸スーパーフェザー級王座獲得の経験者。

## 来歴
2010年5月22日、ドイツにて、王者ビタリ・タイベルトが持つWBC世界スーパーフェザー級王座に挑戦。9回負傷判定負け（88－83、88－82、87－83）となった。